# زورق صواريخ فئة رمضان
فئة رمضان هي سلسلة من ستة زوارق صواريخ سريعة بُنيت لصالح البحرية المصرية في بداية الثمانينات كبديل لزوارق الصواريخ السوفيتية نتيجة لتدهور العلاقات المصرية - السوفيتية. بُنيت الزوارق الست في حوض فوسبر ثورنيكروفت [الإنجليزية] في بورتسموث، المملكة المتحدة. لا تزال ثلاثة زوارق في الخدمة على الأقل.

## تاريخ تصنيعها
طلبت البحرية المصرية من بريطانيا بناء ستة زوارق صواريخ سريعة باسم فئة رمضان في 1977، عقب تدهور العلاقات المصرية - السوفيتية في منتصف السبعينات وذلك لتحل محل زوارق الصواريخ من فئة كومار وأوسا الموجودة بالفعل في الخدمة وقد سبق ذلك طلب ببناء ستة زوارق صواريخ فئة أكتوبر. من ناحية أخرى، كان الهدف من الزوارق الجديدة هو تقليص التفوق التكنولوجي لزوارق الصواريخ الإسرائيلية.
بُنيت زوارق رمضان بالكامل في بريطانيا على عكس زوارق أكتوبر وذلك في حوض بناء السفن بشركة فوسبر ثورنيكروفت، بورتسموث بالمملكة المتحدة وبلغت تكلفة الزورق الواحد ما يُعادل 6.20 مليون دولار أمريكي. وقد اكتمل بناء الزوارق ودخلت الخدمة بين عامي 1981 و1982. تحمل زوارق رمضان أسماء معارك إسلامية هي: بدر وحطين والقادسية واليرموك وخيبر بالإضافة إلى رمضان، الشهر التاسع في التقويم الهجري. وكان اللواء نهاد شاهين علي شاهين، رئيس مجلس إدارة هيئة ميناء الإسكندرية حالياً، من أبرز من تولوا قيادة سرب زوارق رمضان.

## مواصفات الفئة
يبلغ طول زوارق الصواريخ 170 قدماً (52 م) وغاطس يبلغ 7.6 أقدام (2 م). تدفع الزوارق أربعة محركات ديزل سي آر إم 12 دي/إس إس تدير أربعة مهاوي، بقوة 5400 حصان (4000 كيلوواط). مما يمنحها سرعة قصوى تبلغ	35 عقدة (65 كم/س؛ 40 ميل/س)
ومدى يبلغ 2795 كم عند 18 عقدة. يتكون طاقم زورق الصواريخ من 31 فرد.
زوارق الصواريخ في هذه الفئة مسلحة بأربعة صواريخ طراز أوتو ميلارا أوتومات سطح - سطح ومدفع رئيسي طراز أوتو ميلارا عيار 76 مم ومدفع خلفي طراز بريدا ثنائي الماسورة عيار 40 مم ثنائي الماسورة مضاد للطائرات. جُهزت فئة أكتوبر برادار بحث سطحي وجوي طراز ماركوني إس تي 810 ورادار تحكم نيراني طراز ماركوني/إس تي 802. كما نُصب عليها نظام إنذار راداري فئة راكال كتلاس ومنظومتين لإطلاق شرك خداعية.

## زوارق الفئة
| فئة رمضان  |          |                                             |             |
| رقم الراية | الاسم    | المُصنع                                      | الحالة      |
| 670        | رمضان    | فوسبر ثورنيكروفت، بورتسموث، المملكة المتحدة | في الاحتياط |
| 672        | خيبر     | فوسبر ثورنيكروفت، بورتسموث، المملكة المتحدة | في الخدمة   |
| 674        | القادسية | فوسبر ثورنيكروفت، بورتسموث، المملكة المتحدة | في الخدمة   |
| 676        | اليرموك  | فوسبر ثورنيكروفت، بورتسموث، المملكة المتحدة | في الاحتياط |
| 678        | بدر      | فوسبر ثورنيكروفت، بورتسموث، المملكة المتحدة | في الخدمة   |
| 680        | حطين     | فوسبر ثورنيكروفت، بورتسموث، المملكة المتحدة | ؟           |

## وصلات خارجية
- http://www.hazegray.org/worldnav/africa/egypt.htm#1
- https://www.flickr.com/photos/67307569@N00/161157094/